# Via Appia
Via Appia (Апијски пут) један је од најстаријих и стратешки најважнијих путева које је саградила Римска република. Он је спајао Рим са Бриндизијем у Апулији, на југоистоку Италије. Важност му исказује и колоквијално име које спомиње Статијус:
Appia teritur regina longarum viarum
„за Вија Апију се обично каже да је краљ дугих путева”
Пут је име добио по Апију Клаудију Слепом, римском цензору који је године 312. п. н. е. и започеои довршио изградњу прве деонице за време самнитских ратова. 
Изграђен је од лепо уклопљених блокова лаве на темељима од тешког камена.
Остаци пута могу још да се виде у близини Рима.